# Roberto Medina (futbolista)
Roberto Gerardo Medina Arellano (Ciudad de México, 18 de abril de 1968) es un exfutbolista y director técnico mexicano. Actualmente se encuentra dirigiendo al Atlas Fútbol Club Femenil de la Liga MX femenil.  
Durante su carrera jugó 422 partidos en Primera División, 32,804 minutos y anotando 28 goles. Al término de su carrera como futbolista recibió una invitación por parte de TV Azteca noreste para trabajar como analista de diversos programas deportivos principalmente en ADN a lado de Careca y de Enrique García.
En 2010 comenzó a dirigir a la selección mexicana femenina sub-20 que fue partícipe de la Mundial Femenino Sub-20 2010.

## Selección nacional

### Participaciones en Copa Oro
| Copa                            | Sede           | Resultado |
| ------------------------------- | -------------- | --------- |
| Copa de Oro de la Concacaf 1998 | Estados Unidos | Campeón   |

## Palmarés como jugador

### Campeonatos nacionales
| Título              | Club              | País   | Año  |
| ------------------- | ----------------- | ------ | ---- |
| Temporada 1990-1991 | UNAM              | México | 1991 |
| Temporada 1993-1994 | Estudiantes Tecos | México | 1994 |

## Palmarés como entrenador
| Título                       | Club                | País   | Año  |
| ---------------------------- | ------------------- | ------ | ---- |
| Liga MX Femenil              | Tigres UANL Femenil | México | 2020 |
| Liga MX Femenil              | Tigres UANL Femenil | México | 2021 |
| Campeón de Campeones Femenil | Tigres UANL Femenil | México | 2021 |

- Datos: Q6109868